# (23257) Denny
Pour les articles homonymes, voir Denny.
(23257) Denny est un astéroïde de la ceinture principale.

## Description
(23257) Denny est un astéroïde de la ceinture principale d'astéroïdes. Il fut découvert le 29 décembre 2000 à l'Observatoire Desert Beaver par William Kwong Yu Yeung. Il présente une orbite caractérisée par un demi-grand axe de 2,54 UA, une excentricité de 0,11 et une inclinaison de 5,7° par rapport à l'écliptique.
(23257) Denny est ainsi nommé en l'honneur de Robert B. Denny (en) (1946-), un développeur américain de logiciels, notamment dans le domaine des télescopes robotisés.